# Heba El Torky
Heba El Torky (* 15. Januar 1991 in Alexandria) ist eine ehemalige ägyptische Squashspielerin.

## Karriere
Heba El Torky war von 2005 bis 2019 als professionelle Spielerin auf der PSA World Tour aktiv und gewann acht Titel. Mit der ägyptischen Nationalmannschaft wurde sie 2008 Weltmeister. Sie kam dabei in den Vorrundenpartien gegen die Schweiz und Japan zum Einsatz. 2013 erreichte sie bei ihrem Debüt bei der Weltmeisterschaft das Achtelfinale. Ihre beste Platzierung in der Weltrangliste erreichte sie im Dezember 2016 mit Rang 19.
Ihre Schwester Nouran war ebenfalls Squashspielerin.

## Erfolge
- Weltmeister mit der Mannschaft: 2008
- Gewonnene PSA-Titel: 8